# Phyllanthus lokohensis
Phyllanthus lokohensis är en emblikaväxtart som beskrevs av Jacques Désiré Leandri. Phyllanthus lokohensis ingår i släktet Phyllanthus och familjen emblikaväxter. Inga underarter finns listade i Catalogue of Life.